# 움베르토 조르다노

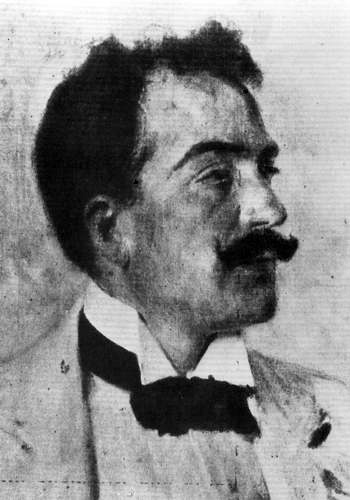
움베르토 조르다노

움베르토 조르다노(이탈리아어: Umberto Giordano, 1867년 8월 28일 ~ 1948년 11월 12일)는 이탈리아의 작곡가이다. 대표작으로는 오페라 《안드레아 세니에》, 《페도라》 등이 있다.

## 생애
포자에서 태어나 나폴리 음악원에서 공부했다. 1890년 처녀작 《마리나》(Marina)를 작곡해 오페라 콘테스트에 응모했지만 낙선했고 출판사의 후원으로 《추락한 인생》(Mala Vita)을 작곡했다. 3번째 작품인 《디아즈 왕녀》(Regina Diaz) 또한 2회만에 상연이 중단되는 등 연속해서 실패를 맛보았다.
밀라노로 이주한 조르다노는 결혼을 통해 경제적 안정을 얻었고 베리스모 오페라의 대표주자인 마스카니와도 교류하게 되었다. 1896년 조르다노는 프랑스의 시인 앙드레 셰니에의 삶에서 모티브를 얻어 자신의 대표작 《안드레아 세니에》를 발표해 대성공을 거두었다. 2년 뒤인 1898년 조르다노는 빅토리앙 사르두의 희곡을 바탕으로 당시의 떠오르는 신예였던 엔리코 카루소를 기용해 《페도라》를 발표해 성공을 이어갔다.